# Зоновы (Юрьянский район)
Зоновы — деревня в Юрьянском районе Кировской области в составе Медянского сельского поселения.

## География
Находится на расстоянии примерно 8 километров на северо-запад по прямой от поселка Мурыгино.

## История
Известна с 1671 года как деревня Онтоновская с 1 двором. В 1764 году в деревне Антоновская учтено 10 жителей. В 1873 году отмечено в деревне Зоново Малые дворов 8 и жителей 57, в 1905 10 и 74, в 1926 18 и 79, в 1950 6 и 24. В 1989 году оставалось 10 постоянных жителей. Ныне имеет дачный характер. 

## Население
Постоянное население  составляло не было учтено как в 2002 году, так и в 2010.